# Stawy Kiszkowskie
Stawy Kiszkowskie este o arie protejată (sit de importanță comunitară — SCI) din Polonia întinsă pe o suprafață de 477,49 ha, integral pe uscat.

## Localizare
Centrul sitului Stawy Kiszkowskie este situat la coordonatele 52°35′54″N 17°17′06″E / 52.5982°N 17.2849°E.

## Înființare
Situl Stawy Kiszkowskie a fost declarat sit de importanță comunitară în octombrie 2009 pentru a proteja 4 specii de animale.

## Biodiversitate
Situată în ecoregiunea continentală, aria protejată conține 2 habitate naturale: Pajiști cu Molinia pe soluri calcaroase, turboase sau argilos-nămoloase (Molinion caeruleae), Fânețe de joasă altitudine (Alopecurus pratensis, Sanguisorba officinalis).
La baza desemnării sitului se află mai multe specii protejate:
- amfibieni (1): buhai de baltă cu burta roșie (Bombina bombina)
- mamifere (2): castor (Castor fiber), vidră de râu (Lutra lutra)
- reptile (1): țestoasa de baltă (Emys orbicularis)